# 村山文夫
村山 文夫（むらやま ふみお）は、日本の4コマ漫画家である。代表作に『グランプリ天国』・『うるとらスーパーさぶっ!!』がある。
スポーツ選手を大幅にデフォルメしたコミカルさと風刺漫画さながらの痛烈さを併せ持った作風が特徴。

## 経歴
村山の漫画家デビューは1991年の日本GP直前に『漫画アクション』（双葉社）で読み切りで描いた『グランプリ天国』だった。
翌1992年に『F1 PRIX』（双葉社）で連載を開始し、翌1993年には初の単行本が発刊され、絶頂期を迎える。しかし1994年シーズン開幕直前に雑誌が休刊となり連載終了。
以後は掲載誌無しで単行本を発行。1997年は年2巻発行している。単行本は書き下ろしで8冊発刊し、1998年ごろにやめようと思っていたときに『F1速報』（ニューズ出版→三栄書房）からオファーがあり、そのまま1999年から現在まで連載している。2001年よりサッカー（Jリーグや海外サッカーの選手）をネタにした『スーパーさぶっ!!劇場（後のうるとらスーパーさぶっ!!、ゲキさぶっ!!）』の連載を開始した。
『グランプリ天国』『うるとらスーパーさぶっ!!』のいずれも多くのファンを獲得し、中にはネタにされたF1ドライバーやサッカー選手がファンになった事例も多くある（アンソニー・デビッドソンなど）。
『グランプリ天国』は2020年に連載を休止、『ゲキさぶっ!!』は2024年2月23日をもって23年間にわたる連載を終了し、2024年9月現在はF1速報公式サイトでの1コマ漫画『つぶやきグランプリ天国』を連載している。

## 代表作
- 『グランプリ天国』
- 『スーパーさぶっ!!劇場』 → 『うるとらスーパーさぶっ!!』 → 『ゲキさぶっ!!』
  - サッカーダイジェスト→サッカーマガジン→ゲキサカと掲載誌・サイトを変えながら続いている。

## 人物・エピソード
- 大のF1ファンであり、テレビ中継の始まった1987年の開幕戦から中継を毎グランプリ欠かさず見ており、それ以前からF1カーのプラモデル作りやF1グッズ集めに興じていた他、F1カーやドライバーの絵をひたすら描いていた[2]。これが「グランプリ天国」の源流である。
- 昔はかなり貧乏だったらしく、初のF1の生観戦は鈴鹿初開催から4年後の1991年日本グランプリであり[3]、前述の趣味は生観戦ができない悔しさを紛らわすためのものであった模様[2]。また、集めていたF1関連のグッズは数百円〜数千円台のものに限られていたが、本格的なF1ブームが興る前に発売され、後々プレミア物となったグッズも多く所有している（フェラーリのテレカや中嶋悟のアルバム、限定販売のF1カーのトミカなど）[4]。
- アラン・プロストとミハエル・シューマッハの大ファンであり、そのライバルであったアイルトン・セナやデイモン・ヒルは作中で非常に格好がつかないキャラとして描かれることが多かった。とはいえセナに関しては完全に嫌っていたわけではなく、1994年サンマリノグランプリでの事故死の際は1週間以上何も手に取れないほど悲嘆に暮れた[3]。
- 1993年ドイツグランプリで『F1 PRIX』の取材という形で初の海外観戦・初パドック訪問が実現し、その際アラン・プロストにファンアートを手渡した[5]。
- Mac派である。きっかけは当時グランプリ天国を連載していた『F1 PRIX』の編集にDTP制作に適していたMacが使用されていることを知り、1995年に自宅にLC 475を導入して漫画の彩色に使用し始めたことであった[6]。その後もしばらく仕事道具としてMacを愛用し、現在はiPad Proを使用している[7]。
- 私生活はほとんど明かされていないが、旅行好きである他、2児の父であることを仄めかしている[8]。